# 聖廷布魯鄉 (阿爾巴縣)

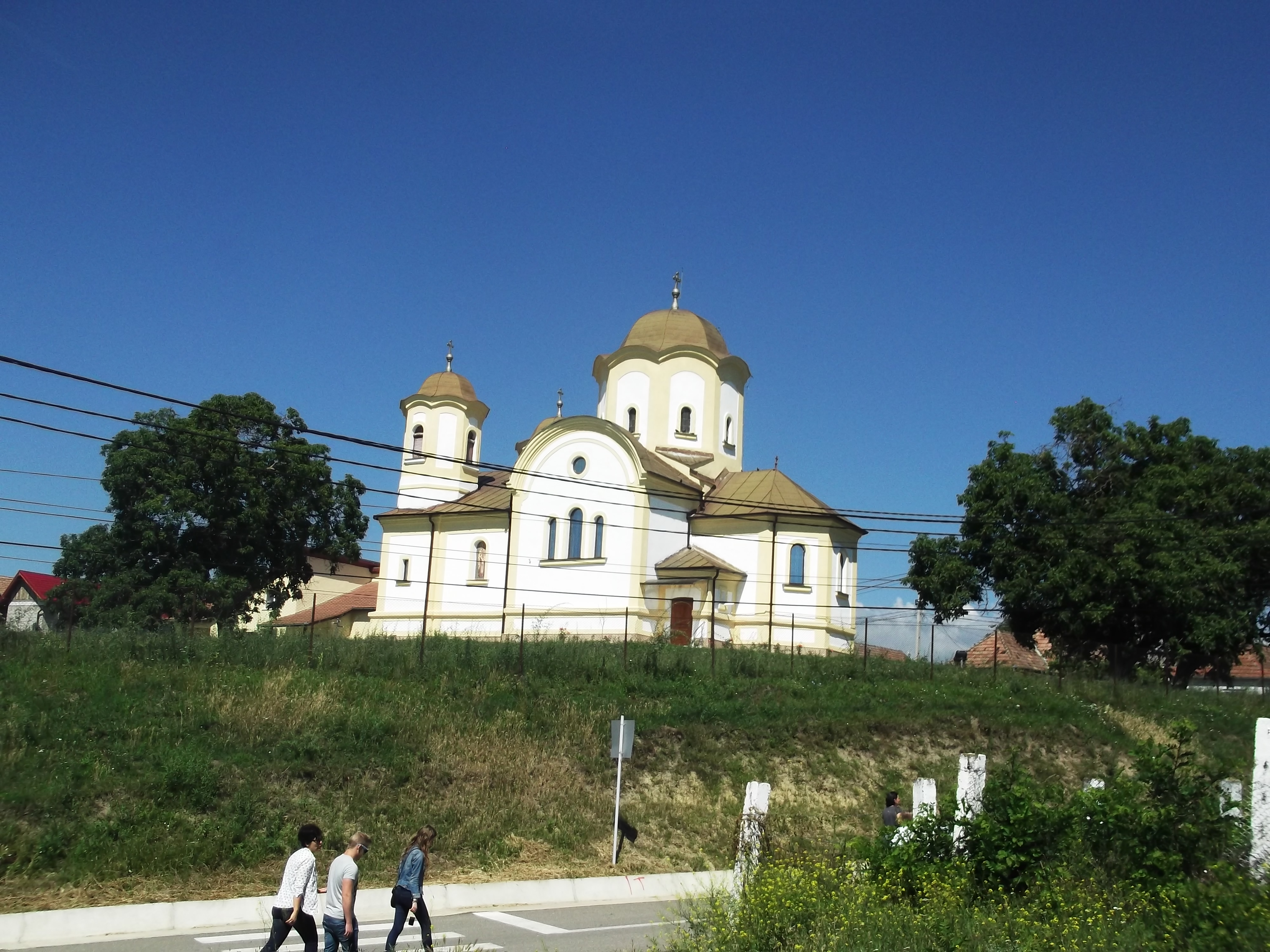

46°8′N 23°39′E / 46.133°N 23.650°E
聖廷布魯鄉（羅馬尼亞語：Comuna Sântimbru, Alba），是羅馬尼亞的鄉份，位於該國中部，由阿爾巴縣負責管轄，面積44平方公里，海拔高度216米，2011年人口2,723，人口密度每平方公里62人。